# Isla Molokini
Isla Molokini tiene forma de media luna, parcialmente sumergida, es un  cráter volcánico inactivo que forma un pequeño islote situado en el canal Alalakeiki, entre las islas de Maui y Kahoolawe , forma parte del condado de Maui en Hawái. Tiene un diámetro aproximado de 0,6 kilómetros y está situado a 4 kilómetros al oeste del Parque Estatal Makena y al sur de la bahía de Ma alaea.

## Características
Es un destino turístico muy popular para el buceo, snuba y snorkel, está considerado entre los 10 mejores del mundo, para desarrollar este tipo de actividad acuática. El islote es un santuario de aves marinas y hogar de aproximadamente 250 especies marinas distintas, las más comunes son los Balistidae negro,  Tang amarillo,  ídolo moro, peces loro, peces mariposa mapache y jureles de aleta azul. Debido a la constante exposición de los visitantes en el parque y la larga historia como un distrito de conservación, los peces del Molokini están cómodos con la presencia de buceadores en las inmediaciones. Pequeños tiburones de arrecife de punta blanca y morena se ven ocasionalmente en el cráter.
38 diferentes especies de coral duro se puede encontrar en las aguas de Molokini, al igual que alrededor de 100 especies distintas de algas.
El propio islote es hogar de al menos dos especies diferentes de aves marinas que anidan allí, los petreles  de Bulwer y  cola pardelas cuña.